# Kerryi repülőtér
A Kerryi repülőtér (IATA: KIR, ICAO: EIKY) Írország egyik nemzetközi repülőtere, amely Tralee közelében található. Éves utasforgalma 365 339 fő (2018).

## Futópályák
A repülőtér futópályái:
- 08/26

## Forgalom
Az utasforgalom az elmúlt években az alábbi módon változott:
| Utasok száma | 286 442 | 306 042 | 294 955 | 303 039 | 32 567 | 33 548 | 365 339 | 369 836 | 82 900 | 115 398 |
|              | 2012    | 2013    | 2014    | 2015    | 2016   | 2017   | 2018    | 2019    | 2020   | 2021    |